# Arengo
L'arengo, detto anche concio o parlamentum, era un'assemblea popolare tipica dell'Italia medievale e in particolare dell'età comunale.

## Etimologia
Il termine deriva probabilmente dal germanico hring («cerchio», «anello»), stando a indicare originariamente un qualsiasi luogo di riunione, solitamente un campo di forma circolare.

## Storia
Nel Medioevo l'arengo era in origine il luogo dove i cittadini insorti contro i feudatari si riunivano per auto-organizzarsi, ma il termine passò poi a indicare l'assemblea stessa della cittadinanza in numerosi comuni italiani. Tale organo, di norma composto dagli uomini di età adulta, eleggeva le cariche pubbliche cittadine e deliberava in merito alle alleanze politiche e militari del comune.

### Amalfi
Nella Repubblica di Amalfi, l'arengo era l'organo di governo costituito da un'associazione di mercanti.

### San Marino
Nell'età più antica della Repubblica di San Marino, l'arengo era uno degli organi politici che presiedevano all'amministrazione dello Stato. Si trattava di un organismo di democrazia diretta, composto da tutti i capifamiglia. L'affiancamento di altri organismi rappresentativi - resisi necessari per l'aumento della popolazione - e il consolidamento di un regime oligarchico a partire dal XVII secolo, resero l'istituzione puramente simbolica pur non essendo mai formalmente abolita.
L'assemblea dei capifamiglia venne convocata nuovamente nel 1906, quando pose fine al regime oligarchico e ripristinò un sistema democratico (Arengo del 1906). Attualmente, esiste nell'ordinamento sammarinese l'istanza d'Arengo, con la quale la popolazione può presentare delle petizioni in occasione dell'elezione dei Capitani Reggenti.